# Ugly Duckling
Gli Ugly Duckling sono un gruppo musicale hip hop statunitense, formato nel 1993 a Long Beach per iniziativa di Dizzy Dustin, Young Einstein e Andy Cooper.
Il loro stile può essere individuato come alternative hip hop, influenzato specialmente dall'old school hip hop, ed in particolare da gruppi come il collettivo Native Tongues e dagli ideali della Zulu Nation. La maggior parte dei loro brani esaltà la componente del divertimento presente nell'hip hop, a cui uniscono la presa in giro dei cliché tipici dei gangsta rapper che dominano il mainstream musicale statunitense.

## Storia del gruppo
Il trio nasce nel 1993 quando tutti i membri lavorano presso il fast food Meat Shake di Long Beach, di cui hanno ricordi poco gradevoli, ma che diventerà uno dei loro marchi di fabbrica. Tale fast food diventa la loro prima palestra da MC: al microfono, invece di scandire le ordinazioni, le rappano. Iniziano così a fare realizzare qualcosa assieme, il primo prodotto è il singolo Fresh Mode che vende 4000 copie dando modo al trio di farsi conoscere dall'underground locale. Notati dall'etichetta 1500/A&M, gli Ugly Duckling hanno l'opportunità di viaggiare in Europa, in tour con gruppi del calibro degli Jungle Brothers.
Fresh Mode intanto viene riproposto come EP e pubblicato dalla Bad Magic, etichetta dipendente dall'inglese Wall Of Sound. Gli Ugly Duckling sono oramai conosciuti in Europa, Giappone ed Australia, e decidono per la realizzazione dell'LP Journey To Anywhere, da cui viene estratto il singolo A Little Samba. Si esibiscono poi in concerti assieme ad artisti della corrente underground come Rahzel, i Pharcyde, i Dub All Stars e Del Tha Funky Homosapien.
Entrano poi a far parte del collettivo Precedent Project, con i Black Eyed Peas, gli Ozomatli, i Dilated Peoples ed i Jurassic 5. In questo vertiginoso divenire di situazioni, il gruppo ha anche il tempo di pubblicare Taste The Secret, secondo LP, che vede la luce nel 2003 ed in cui partecipano Stacey Q, cantante anni 1980, Double K dei People Under the Stairs, Fat-Hed ed anche un coro gospel.

## Discografia
- 1999 – Fresh Mode
- 2000 – Journey to Anywhere
- 2003 – Taste the Secret
- 2005 – Bang for the Buck
- 2009 – Audacity
- 2011 – Moving at Breakneck Speed

### Raccolte
- 2000 – The Best of Ugly Duckling

### EP
- 2004 – The Leftovers